# Orthosia olivacea
Orthosia olivacea là một loài bướm đêm trong họ Noctuidae.